# Bad News
Bad News (с англ. — «Плохие новости») — вымышленная британская хэви-метал-группа, созданная для телесериала Комикс представляет... на Channel 4. Её участниками были Вим Фуэго (которого играет Аде Эдмондсон) на вокале и соло-гитаре; Ден Деннис (Найджел Плейнер) на ритм-гитаре; Колин Григсон (Рик Мэйалл) на басу; и Паук «Eight-Legs» Уэбб (Питер Ричардсон) на барабанах. Группа продолжила работу вне контекста телесериала: актёры в конечном итоге отыграли несколько живых концертов под названием Bad News, а также записали альбом (Bad News 1987 года) и сингл (кавер на «Bohemian Rhapsody»), который попал в чарты Великобритании.
Джимми Пейдж из Led Zeppelin опубликовал фотографию, сделанную за кулисами Hammersmith Odeon (ныне Apollo) в Лондоне 9 ноября 1986 года, на которой он изображен рядом с Брайаном Мэй из Queen, участниками Bad News и Iron Maiden. Пейдж прокомментировал: «В тот вечер у Bad News было два дополнительных гитариста, Брайан Мэй и я. Во время их выступления произошла гитарная дуэль между Вимом Фуэго (Адриан Эдмонсон), Брайаном и мной. Во время моего выступления мой усилитель таинственным образом то включался, то отключался, но это только добавляло веселья!»

## Дискография
Альбомы
- 1987 — Bad News — UK No. 69[3][4]
- 1988 — Bootleg[4]
- 1989 — Bad News (expanded reissue)
- 1992 — The Cash in Compilation[4]
- 2004 — Bad News (re-release on EMI International)[1]